# Comuna Verbița, Dolj
Verbița este o comună în județul Dolj, Oltenia, România, formată din satele Verbicioara și Verbița (reședința).

## Demografie
Componența etnică a comunei Verbița
     Români (91,76%)
     Alte etnii (0%)
     Necunoscută (8,24%)
Componența confesională a comunei Verbița
     Ortodocși (90,72%)
     Alte religii (1,04%)
     Necunoscută (8,24%)
Conform recensământului efectuat în 2021, populația comunei Verbița se ridică la 1.056 de locuitori, în scădere față de recensământul anterior din 2011, când fuseseră înregistrați 1.342 de locuitori. Majoritatea locuitorilor sunt români (91,76%), iar pentru 8,24% nu se cunoaște apartenența etnică. Din punct de vedere confesional, majoritatea locuitorilor sunt ortodocși (90,72%), iar pentru 8,24% nu se cunoaște apartenența confesională.

## Politică și administrație
Comuna Verbița este administrată de un primar și un consiliu local compus din 9 consilieri. Primarul, Daniel Guguștea[*], de la Partidul Social Democrat, este în funcție din octombrie 2020. Începând cu alegerile locale din 2024, consiliul local are următoarea componență pe partide politice:
|  | Partid                          | Consilieri | Componența Consiliului | Componența Consiliului | Componența Consiliului | Componența Consiliului | Componența Consiliului |
|  | ------------------------------- | ---------- | ---------------------- | ---------------------- | ---------------------- | ---------------------- | ---------------------- |
|  | Partidul Social Democrat        | 5          |                        |                        |                        |                        |                        |
|  | Partidul Național Liberal       | 2          |                        |                        |                        |                        |                        |
|  | Alianța pentru Unirea Românilor | 1          |                        |                        |                        |                        |                        |
|  | Forța Dreptei                   | 1          |                        |                        |                        |                        |                        |

## Personalități născute aici
- Dan Sava (1966 - 1999), comic, fost membru al grupului Vacanța Mare;
- Florin Petrescu (n. 1969), actor, membru al grupului Vacanța Mare.

## Legături externe
- Primăria https://primariaverbita.ro/